# Mörlunda landskommun
Mörlunda landskommun var en tidigare kommun i Kalmar län.

## Administrativ historik
Den 1 januari 1863 började kommunalförordningarna gälla och då inrättades cirka 2 500 kommuner (städer, köpingar och landskommuner), tillsammans täckande hela landets yta.
I Mörlunda socken i Aspelands härad i Småland inrättades då denna kommun.
Vid kommunreformen 1952 bildade Mörlunda storkommun genom sammanläggning med den tidigare kommunen Tveta. 
Nästa kommunreform innebar att Mörlunda upphörde som kommun den 1 januari 1971 och att området blev en del av Hultsfreds kommun.
Kommunkoden 1952-1970 var 0819.

### Kyrklig tillhörighet
I kyrkligt hänseende tillhörde kommunen Mörlunda församling. Den 1 januari 1952 tillkom Tveta församling.

## Kommunvapnet
Blasonering: I blått fält en av granskuror bildad bjälke av guld, belagd med en blå fisk (asp) med röda fenor.
Detta vapen fastställdes av Kungl. Maj:t den 1 mars 1957 och avskaffades när kommunen upphörde den 1 januari 1971.

## Geografi
Mörlunda landskommun omfattade den 1 januari 1952 en areal av 360,84 km², varav 343,61 km² land.

### Tätorter i kommunen 1960
| Tätort            | Folkmängd |
| ----------------- | --------- |
| Mörlunda          | 930       |
| Rosenfors, del av | 447       |
| Bockara           | 356       |

Tätortsgraden i kommunen var den 1 november 1960 44,4 procent.

## Politik

### Mandatfördelning i valen 1938-1966
| 11 | 9 | 3 | 2 |

| 25 |

| 12 | 5 | 8 |

| 25 |

| 11 | 7 | 2 |  | 4 |

| 24 |

| 13 | 9 | 3 | 5 |

| 29 |

| 13 | 8 | 3 | 6 |

| 27 |

| 12 | 8 | 2 | 8 |

| 29 |

| 13 | 9 | 3 | 5 |

| 29 |

| 12 | 9 | 2 | 2 | 5 |

| 30 |